# جودت فخر الدين
جودت فخر الدين (1953 -) هو شاعر وباحث وأكاديمي لبناني، له العديد من الدواوين والمؤلفات الأدبية والنقدية. وهو أستاذ سابق في الجامعة اللبنانية، وأستاذ في الجامعة الأميركية في بيروت. وحاز في العام 2014 جائزة الشيخ زايد للكتاب في فرع أدب الطفل. وهو عضو الهيئة الإستشارية لمشروع كتاب في جريدة.

## سيرة
ولد جودت فخر الدين في العام 195 في بلدة السلطانية في جنوب لبنان. مارس تدريس مادة الفيزياء في التعليم الثانوي، كما عمل في مركز الأبحاث اللغوية والتربوية في بيروت، وشارك في تأليف بعض المعاجم. نشر أبحاثه وقصائده في العديد من الصحف والمجلات العربية، كما شارك في كثير من الندوات والمهرجانات الأدبية في بلدان عربية وأجنبية.
درّس فخر الدين الأدب والنقد العربيين في الجامعة اللبنانية من العام 1985 حتى العام 2017. يدرّس حالياً في الجامعة الأميركية في بيروت.
حاز فخر الدين شهادة الكفاءة (ماجستير) في الفيزياء من كلية التربية في الجامعة اللبنانية (1977)، وشهادة الدكتوراه من الجامعة اليسوعية (جامعة القديس يوسف) عام 1985 في الأدب والنقد العربيين. حضر رسالة الدكتوراه تحت إشراف الشاعر أدونيس.
حاز جائزة الشيخ زايد للكتاب في فرع أدب الطفل لعام 2014. وقد ترجمت أعماله الشعرية إلى الفرنسية والإنجليزية والألمانية.
تُرجم له مؤخرًا، كتابان إلى الإنكليزية في الولايات المتحدة الأميركية:
- الأول «منارة للغريق» (شعر)، ترجمة  د.هدى فخرالدين  ود. جايسن أوين، صدر في مدينة روتشستر عن دار النشر الأميركية BOA.
 - الثاني «مختارات شعرية»، ترجمة  د. روجر ألن، صدر ضمن  منشورات جامعة تكساس في مدينة أوستن.

## «ثلاثون قصيدة للأطفال»
تتميز مجموعة «ثلاثون قصيدة للأطفال» الفائزة بجائزة الشيخ زايد لأدب الطفل والناشئة 2013 – 2014، بإيقاع موسيقي وبلاغي مميز، وتعكس قيمًا معنوية بلغة عربية بسيطة تقربها من الطفل، وقد صدرت في البداية كقصائد منفصلة نشرها الشاعر شهريًّا في مجلتي «أحمد» و«توت» الصادرتيّن عن «دار الحدائق»، حيث غطت مواضيع مختلفة، واختار الشاعر لاحقًا ثلاثين قصيدة منها لنشرها في الكتاب الذي أهله للحصول على جائزة الشيخ زايد.
ونظمت «جائزة الشيخ زايد للكتاب» ندوة وحوارًا مع الشاعر اللبناني الدكتور جودت فخر الدين، الفائز بجائزة أدب الطفل والناشئة عن كتابه «ثلاثون قصيدة للأطفال»، وذلك ضمن برنامج الجائزة الثقافي في «معرض أبوظبي الدولي للكتاب» الذي يقام في مركز أبوظبي الوطني للمعارض.
وعقدت الندوة، التي أدارها الدكتور محمد بنيس، عضو الهيئة العلمية لجائزة الشيخ زايد للكتاب، مساء السبت 3 أيار (مايو) في منتدى الحوار K50 بمقر المعرض، حيث استطاع المهتمون بالأدب والشعر التحاور مع الشاعر اللبناني فخر الدين، والتعرف على تجربته في كتابة الشعر للطفل.
وتضمنت حيثيات منح الجائزة أن الكتاب يحوي معانيَ شعرية في قصائده تحفز على التفكير الإيجابي وتفضي في الوقت نفسه إلى التأمل واستخدام الخيال، إضافة لبساطة اللغة وجمال الإيقاع الذي يصنع احساسًا انسانيًّا يؤدي إلى صفاء النفوس ونقاء الطبيعة، وتنوع القصائد والأفكار مما يزيد الحصيلة المعرفية والتأملية لدى الأطفال.
وجاءت لغة القصائد سهلة ومنسابة وسليمة تلائم مراحل الطفولة، كما أنها تنطوي على رسائل جمالية وتربوية وتتوقف عند مظاهر يراها الطفل ببصره وحواسه وخياله.

## المؤلفات الشعرية
1. أقصِّرُ عن حُبِّكِ، دار الآداب، بيروت (ط 1،1979_ط2، 1985).
2. أوهام ريفية (ط1، دار الآداب، 1980، و ط2، رياض الريس 2002).
3. للرؤية وقت، دار الآداب،1985.
4. قصائد خائفة، دار الآداب، 1990.
5. أيامٌ ومياهٌ وأصوات، دار الحرْف العربي، بيروت، 1991.
6. منارةٌ للغريق، دار النهار، بيروت (ط 1: 1996، وط2: 1998).
7. سماوات، دار رياض الريس للكتب والنشر، بيروت، 2002.
8. ليس بعد، دار رياض الريس، 2006.
9. الأعمال الشعرية، المؤسسة العربية للدراسات والنشر، بيروت، 2006.
10. ما بين عمر وآخَر (مختارات شعرية)، ضمن سلسلة آفاق عربية، الهيئة العامة لقصور الثقافة في القاهرة، 2009.
11. فصولٌ من سيرتي مع الغيم، دار رياض الريس،2011.
12. ثلاثون قصيدة للأطفال، دار الحدائق، بيروت، 2013، حائز على  جائزة الشيخ زايد للكتاب، الدورة الثامنة 2014.
13. حديقة الستين، دار رياض الريس، 2016.
14. هذا أنا (قصائد لليافعين)، دار الحدائق، 2017.

## مؤلفات أخرى
1. شكل القصيدة العربية في النقد العربي حتى القرن الثامن الهجري، وهذا هو عنوان أطروحة الدكتوراه التي قُدِّمتْ إلى الجامعة اليسوعية (جامعة
  القديس يوسف) في بيروت عام 1984. وقد طُبعتْ أربع طبعات: الأولى العام 1984 (دار الآداب)، والثانية العام 1995 (دار المناهل      
  ودار الحرف العربي)، والثالثة العام 2004 (دار المناهل  ودار الحرف العربي)، والرابعة عام 2010 (دار الحرف العربي).
2. مقدّمة لكتاب «مفاتيح العلوم» لأبي عبد الله الخوارزمي، دار المناهل، 1991.
3. الإيقاع والزمان- كتاباتٌ في نقد الشعر (ط1، دار المناهل ودار الحرف العربي، 1995_ط2، دار المناهل،2008).

## ينظر أيضًا
- مقابلة تلفزيونية مع الشاعر والناقد جودت فخر الدين

1. ↑  كامل سلمان الجبوري (2003). معجم الأدباء من العصر الجاهلي حتى سنة 2002م. بيروت: دار الكتب العلمية. ج. الثاني. ص. 87. ISBN:978-2-7451-3694-7. LCCN:2003489875. OCLC:54614801. OL:21012293M. QID:Q111309344.
2. ↑  "جودت فخر الدين". www.abjjad.com. مؤرشف من الأصل في 2019-12-16. اطلع عليه بتاريخ 2019-11-22.
3. 1 2  "جودت فخر الدين". جائزة الشيخ زايد للكتاب. مؤرشف من الأصل في 2019-12-15. اطلع عليه بتاريخ 2020-01-03.
4. ↑   "كتاب في جريدة – العدد 158 – 19 تشرين الأول 2011" (PDF). مؤرشف من الأصل (PDF) في 2017-12-08.
5. ↑  جودت فخر الدّين: الكتابة الشعرية مغامرة مستمرة نسخة محفوظة 16 ديسمبر 2019 على موقع واي باك مشين.
6. ↑  Jawdat Fakhreddine نسخة محفوظة 15 ديسمبر 2019 على موقع واي باك مشين.
7. ↑  "جودت فخر الدين". جائزة الشيخ زايد للكتاب. مؤرشف من الأصل في 2019-12-15. اطلع عليه بتاريخ 2019-11-22.
8. ↑  "Verse Daily: About Lighthouse for the Drowning by Jawdat Fakhreddine". www.versedaily.org. مؤرشف من الأصل في 2019-04-27. اطلع عليه بتاريخ 2019-11-22.
9. ↑  "Jawdat Fakhreddine". BOA Editions, Ltd. مؤرشف من الأصل في 2018-04-22. اطلع عليه بتاريخ 2019-11-22.
10. ↑  The Sky That Denied Me Selected Poems By Jawdat Fakhreddine; translated by Huda Fakhreddine and Roger Allen (بالإنجليزية). 12 Nov 2020. ISBN:978-1-4773-1951-2. Archived from the original on 2019-12-16.
11. ↑  "جودت فخر الدين يعرض أهم ملامح كتابه 'ثلاثون قصيدة للأطفال'". MEO. 17 مارس 2018. مؤرشف من الأصل في 2020-01-03. اطلع عليه بتاريخ 2020-01-03.